# 有岡城
有岡城（日语：／ Arioka-jō *）是一座位於日本兵庫縣伊丹市（舊為攝津國川邊郡）的城。別名為伊丹城、在岡城。國之史跡。

## 歷史
伊丹城此名根據史料最早可追溯到南北朝時代文和2年（1353年），在伊丹氏一族的森本佐衛門次郎基長之軍忠狀內描述到。該城從鎌倉時代末期起一直都是伊丹氏的居城，但到了戰國時代卷入了細川氏的家督之爭，成為眾多合戰的沙場。
享祿2年（1529年），柳本賢治以軍勢攻陷伊丹城，以伊丹氏家督伊丹元扶為首的三十餘人陣亡。同三年（1530年）10月19日，高畠長直擔任城主，該位直到翌年2月為止。之後伊丹氏坐回城主之位，天文2年（1533年），受到一向一揆勢圍城。同18年（1549年），三好長慶花費半年以上的時間圍城卻未能攻陷，翌年三月發起和解之議。之後織田信長入京，伊丹氏因是織田氏的麾下，與池田勝正、和田惟政就任攝津的三守護。
天正2年（1574年）7月遭受織田軍的攻勢，於同年11月15日織田信長的部下將領荒木村重流放伊丹氏後入城，並奉信長的命令將城名改為有岡城，此外村重整修岸之砦、上臈塚砦、鵯砦和城下町的外郭，作為該城的構。同6年（1578年）10月17日，村重舉起反叛之旗，不久織田軍迅速地包圍有岡城，與村重進行籠城戰，翌年7月20日村重見形勢不利，悄悄地逃至尼崎城，同年11月有岡城遭到攻陷，妻子和荒木一族族人等500餘人分別在京都和尼崎受到處刑。之後由池田元助擔任城主，再次將城名改回伊丹城。同11年（1583年），元助移封至美濃國，伊丹城成為豐臣秀吉的直轄域內而遭廢城。
昭和54年（1979年），因荒木氏時期所建造之構而被指定為國之史跡。
昭和58年（1983年），開始將城址整備成公園，最後於平成5年（1993年）竣工，公園內仍殘留一部份本丸遺跡。

## 構造
有岡城位在伊丹台地的東緣部，在標高15至20公尺的段丘面築城，加上「構」來看的話，該城領域可達到南北1.8公里、東西0.8公里，外圍總長4.5公里。城的中心部分在稱為古城山的台地周圍，主要分為本丸、西郭和南郭三區，其西側和南側為寬15至17公尺的內堀，與東側的段丘崖圍繞著有岡城。西方的防禦線以大溝筋化分為內外曲輪，內曲輪為侍町，外曲輪則是城下町，主要據點設置岸之砦、上臈塚砦和鵯砦。

### 主郭部
在本丸地區的地層發現到有岡城時期的石垣、土壘、礎石建物、溝和井戶，亦在下層發現到伊丹城時期的礎石建物、土壘和柵欄。該地區之西緣至北緣的現存土壘內側發現到以野面積方式堆疊的石垣，另外在石垣中發掘出寶篋印塔、五輪塔等石造美術物，推測是以信長建造的二條城為範，將石造品作為石垣的基礎使用。
西郭地區推測經由三個時期構成，在地層中發現到有岡城時期的礎石建物、戰國早期的礎石建物和中世時期的遺物。以空堀與西堀相隔的南郭地區發現較多有岡城時期的遺物，推測是村重延伸擴張的區域，該區的南邊發現到東西方向的堀，依據堀的設計可推論該處為往大手口的入口，在該入口的西北方也發現到疑似櫓台的磚列建物。

### 侍町
在侍町區域發現到伊丹城時期的空堀，此堀全長約20公尺、寬約4公尺、深約2公尺；有岡城時期的堀則發現多個遺跡，分別有寬2至3公尺和寬4至5公尺。以兩時期堀的走向與現在道路比較的話，伊丹城時期的大相逕庭，有岡城時期的則幾乎一樣。在侍町的西方則是城下町，在兩町之間主要以名為「大溝筋」的堀區分，該堀推測寬為6米、深為2.7米。另外在大溝筋南方也有幾條堀存在。

### 城下町
在構的外圍設有三個城寨，主要作為防禦設施。在北端的岸之砦，東西、南北皆為150公尺的城寨，因西側的城外地形較高，因此建設土壘和兩重堀；西端的上臈塚砦，東西、南北為100公尺，推測是在古墳時代前期利用前方後圓墳而成，該砦由寬約3至3.5公尺的堀所圍繞；南端的鵯砦之面積與上臈塚砦大致相同，由古墳時代中期的古墳而成，在該砦發掘到直徑約2.2公尺的大型井戶跡。

## 圖片

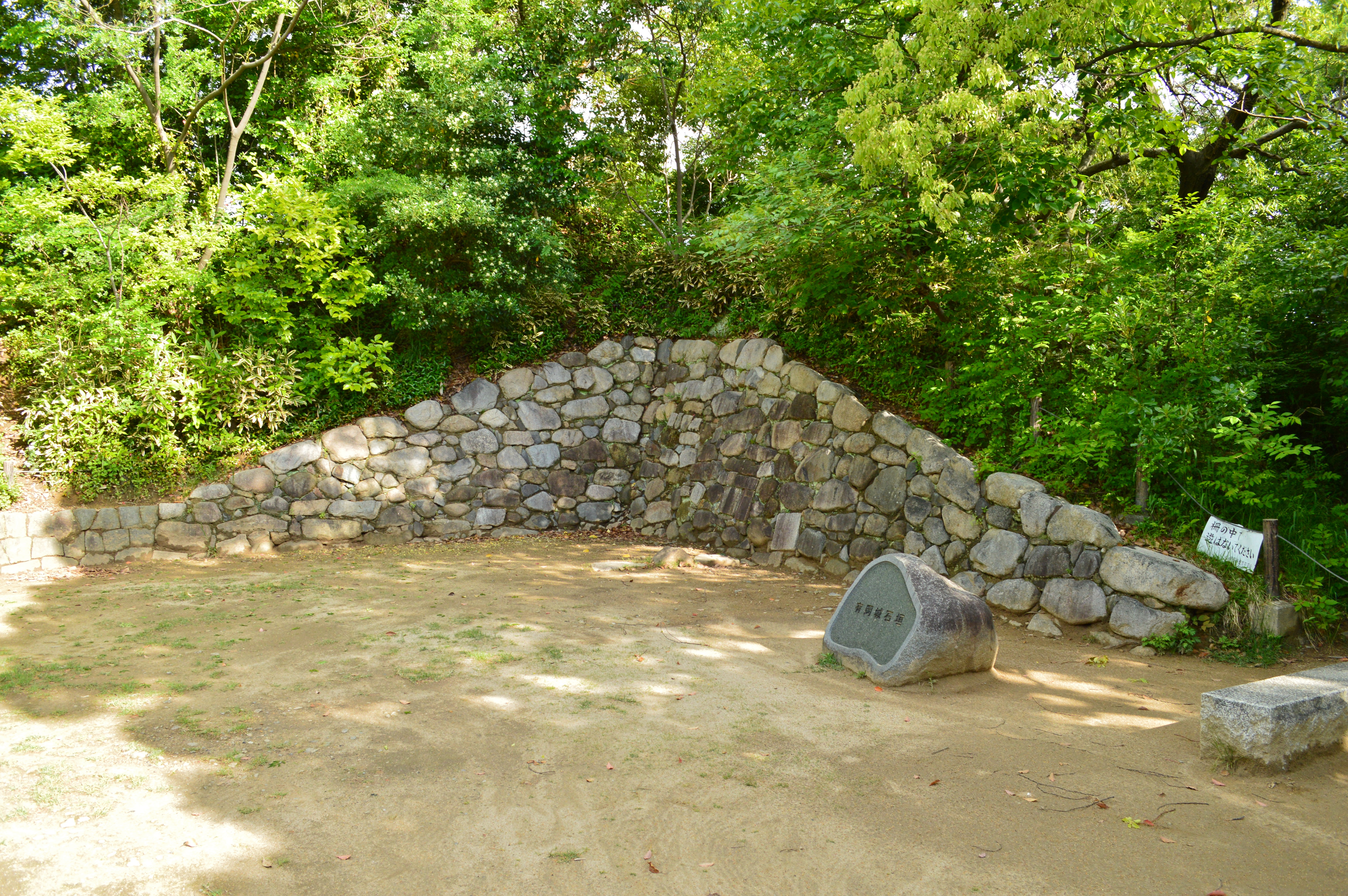
本丸石垣
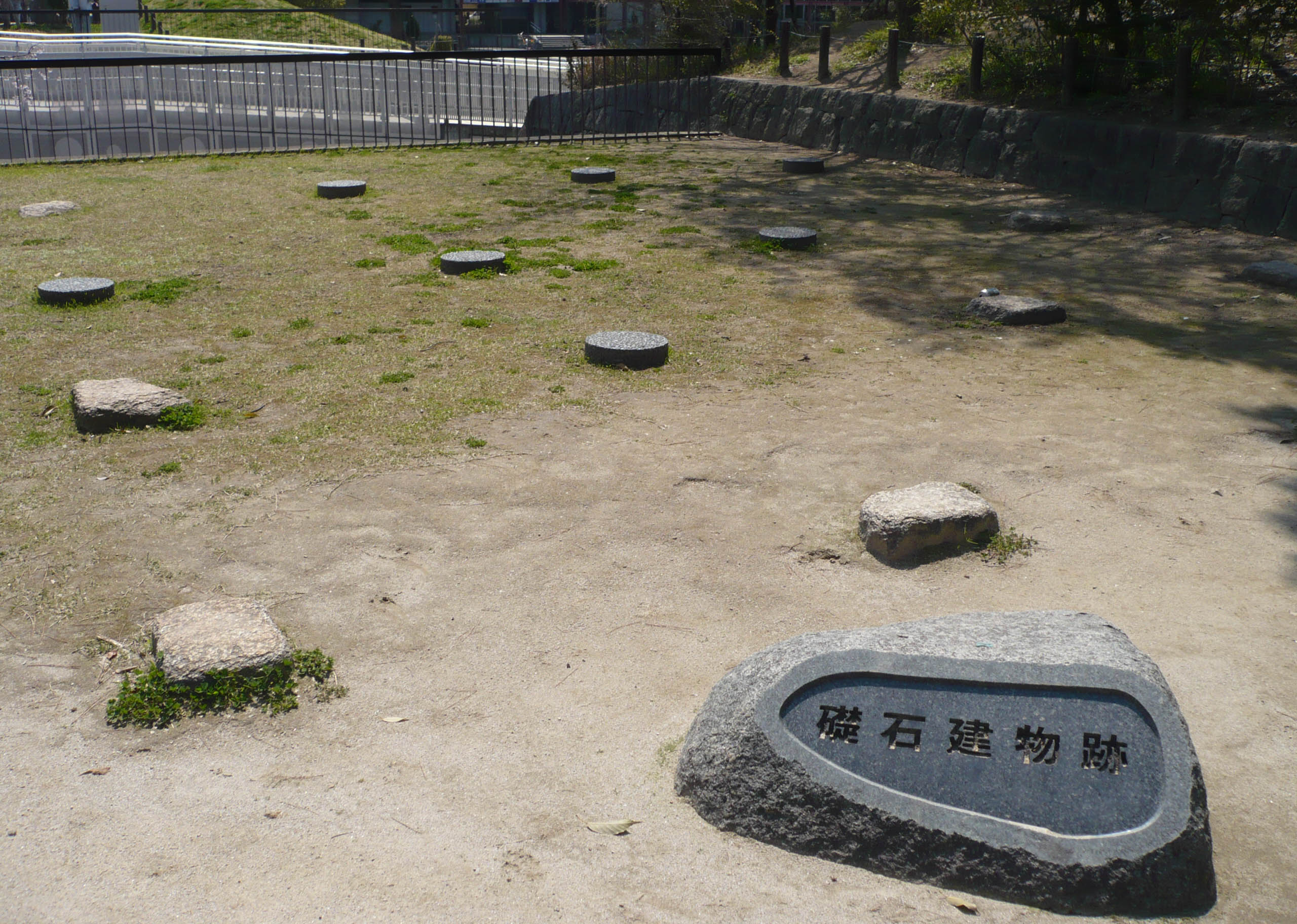
本丸礎石建物跡
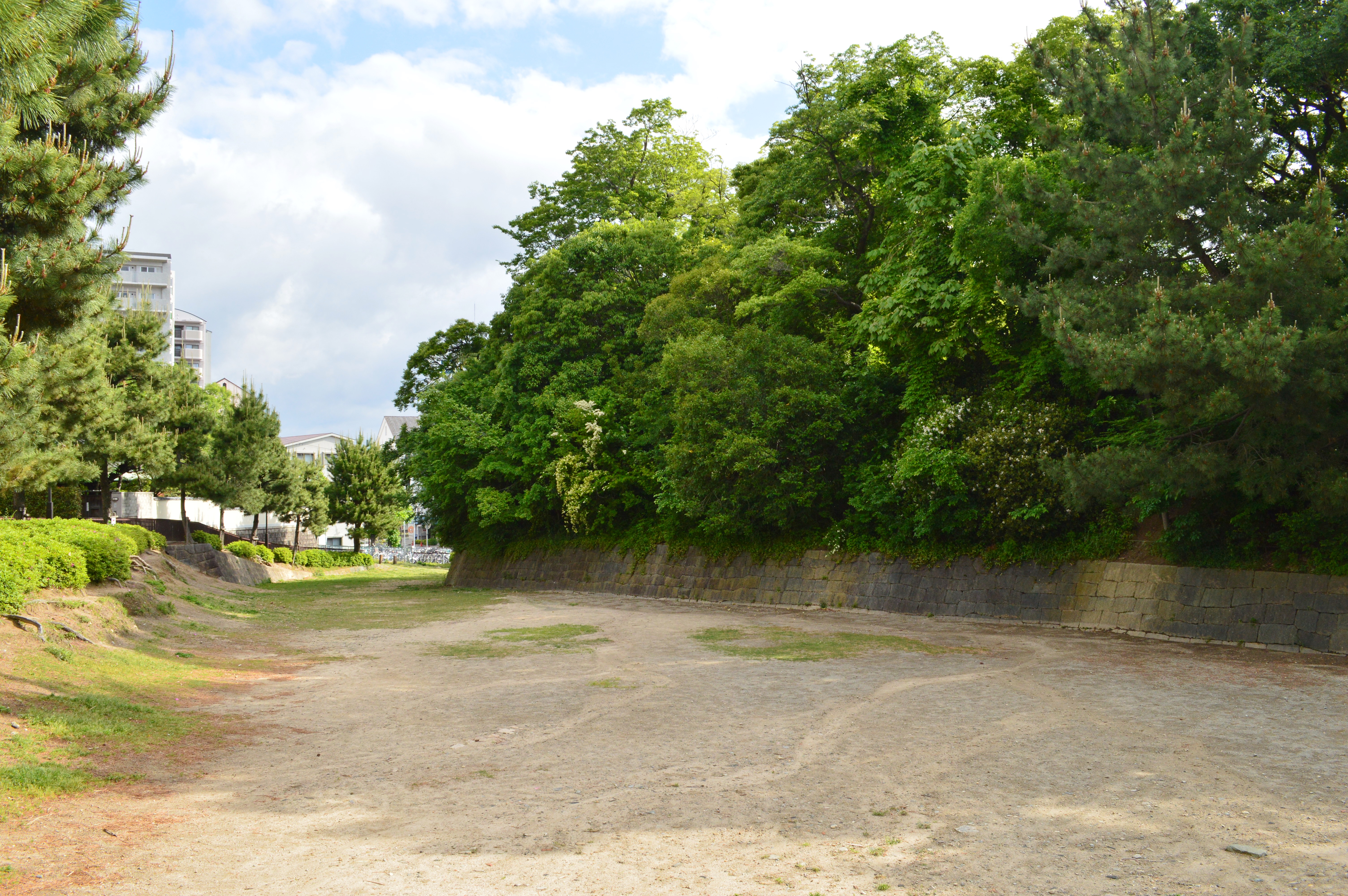
本丸堀跡
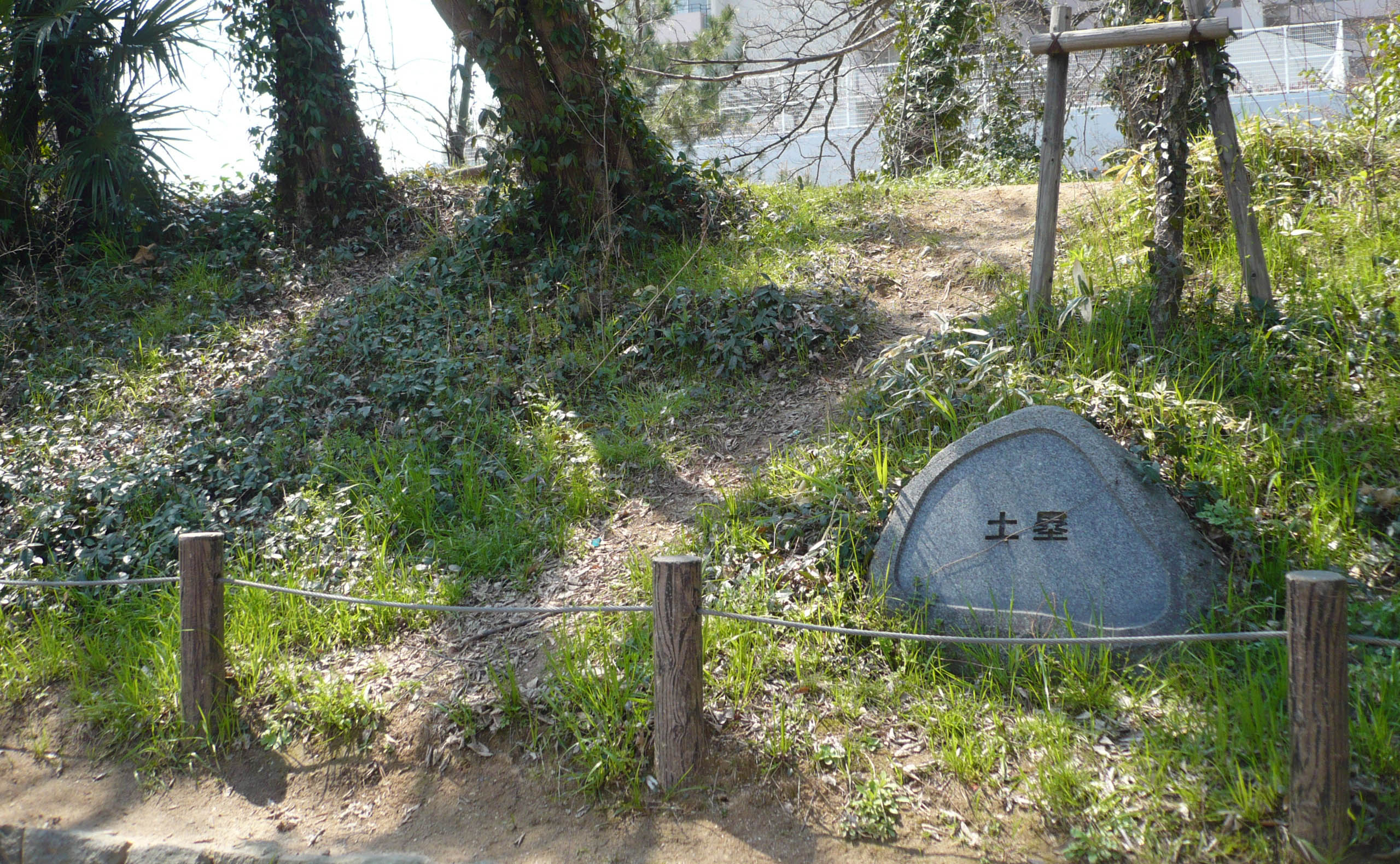
本丸土壘跡
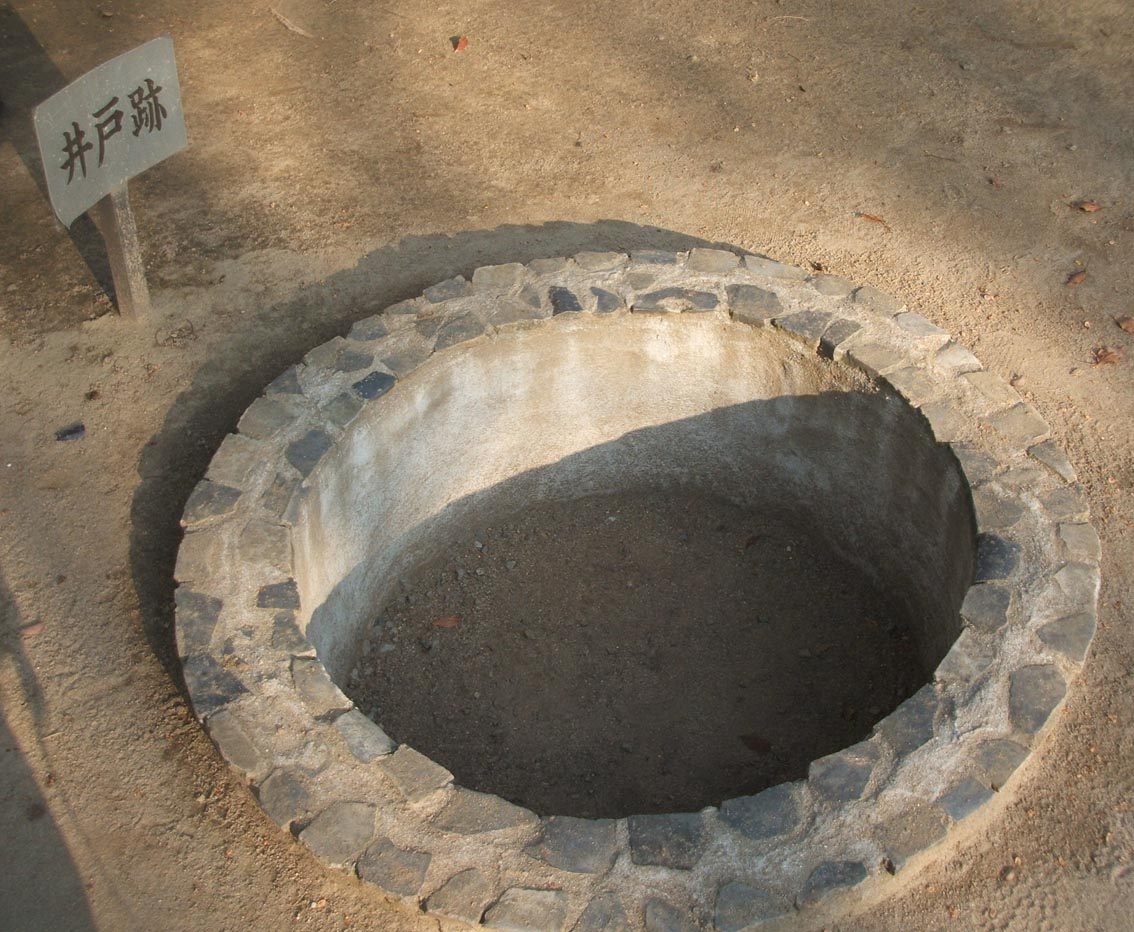
本丸井戸跡
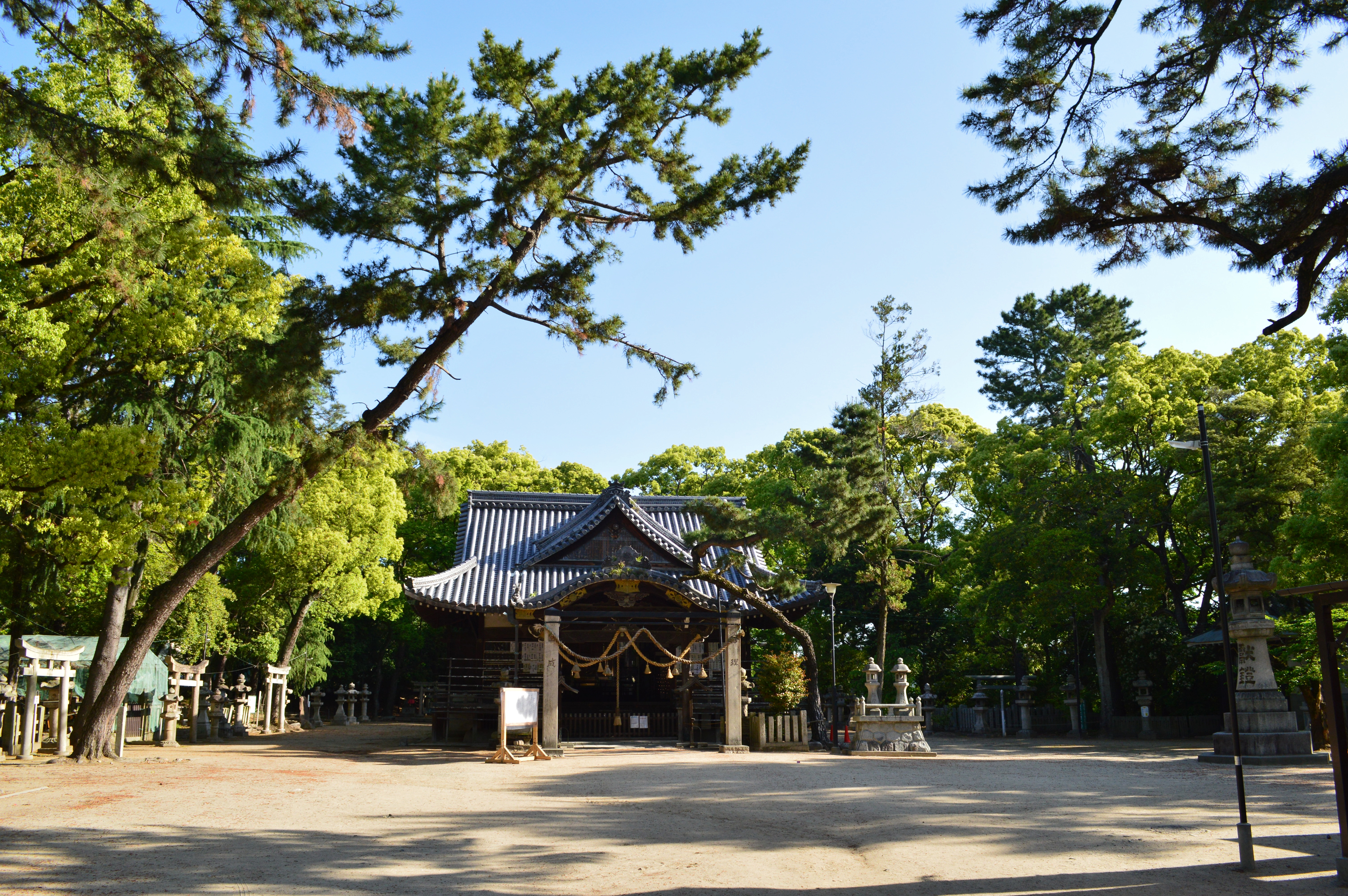
岸之砦跡（現為豬名野神社）
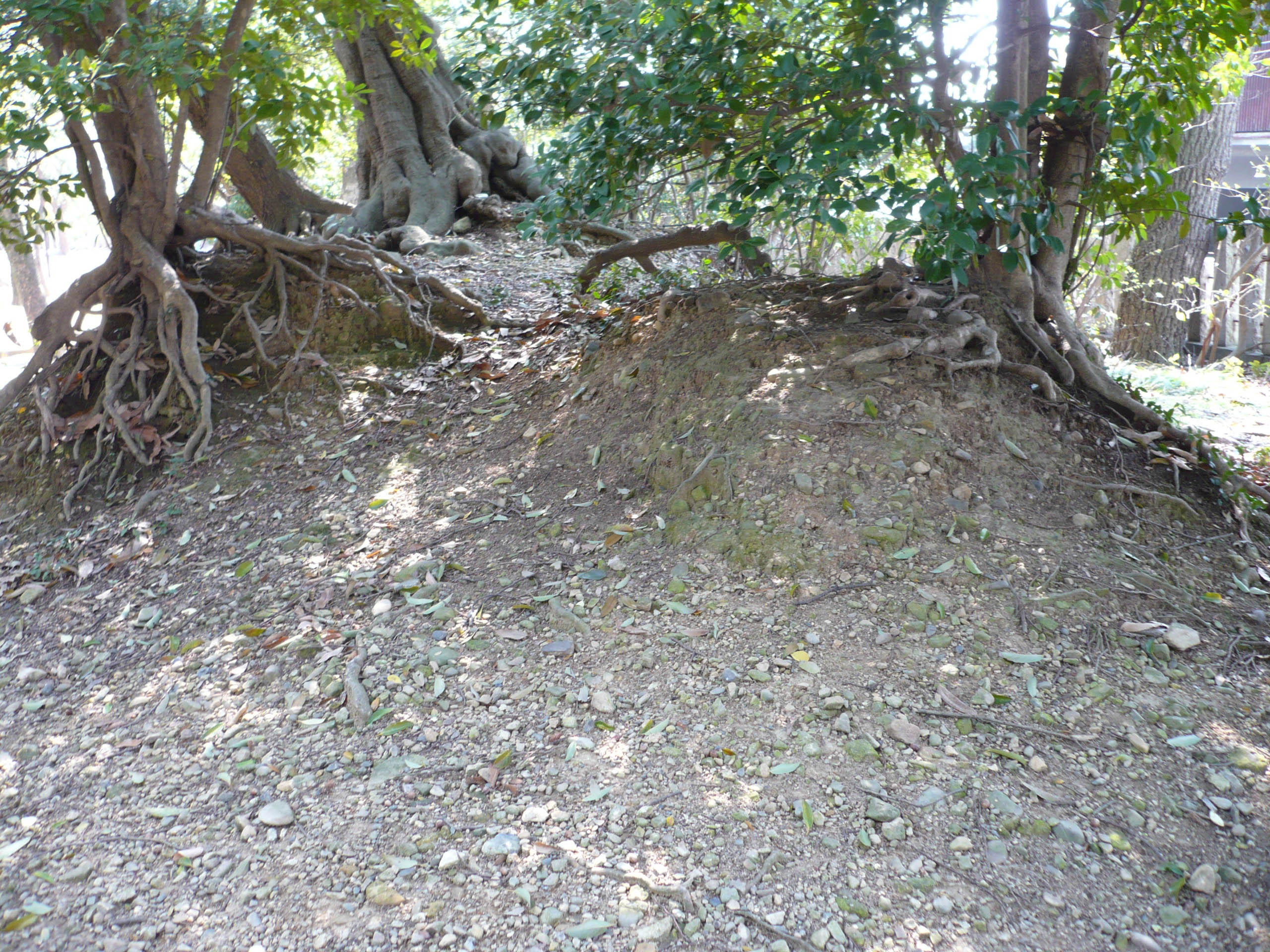
豬名野神社境內的土壘跡
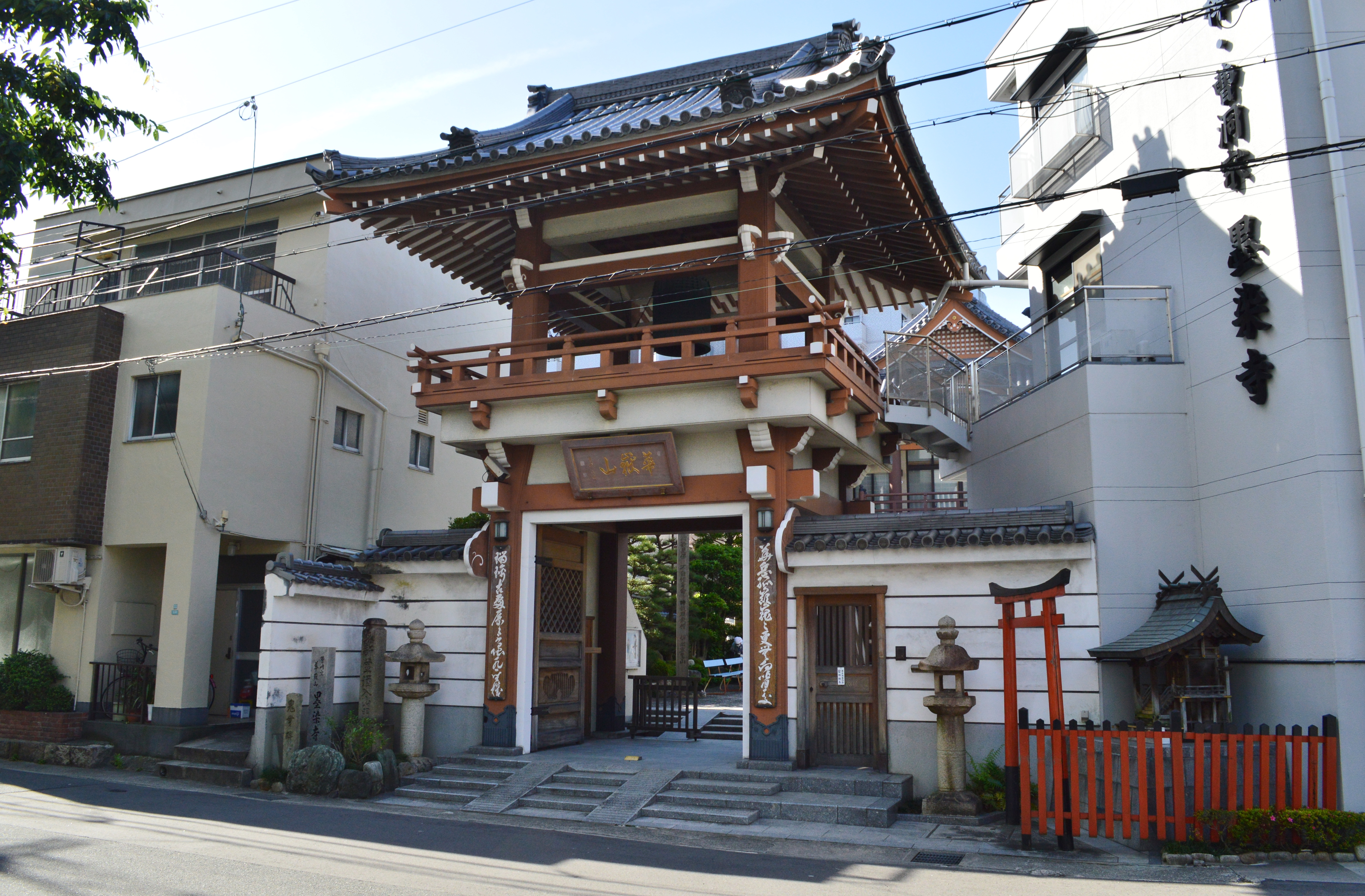
上臈塚砦跡（現為墨染寺）
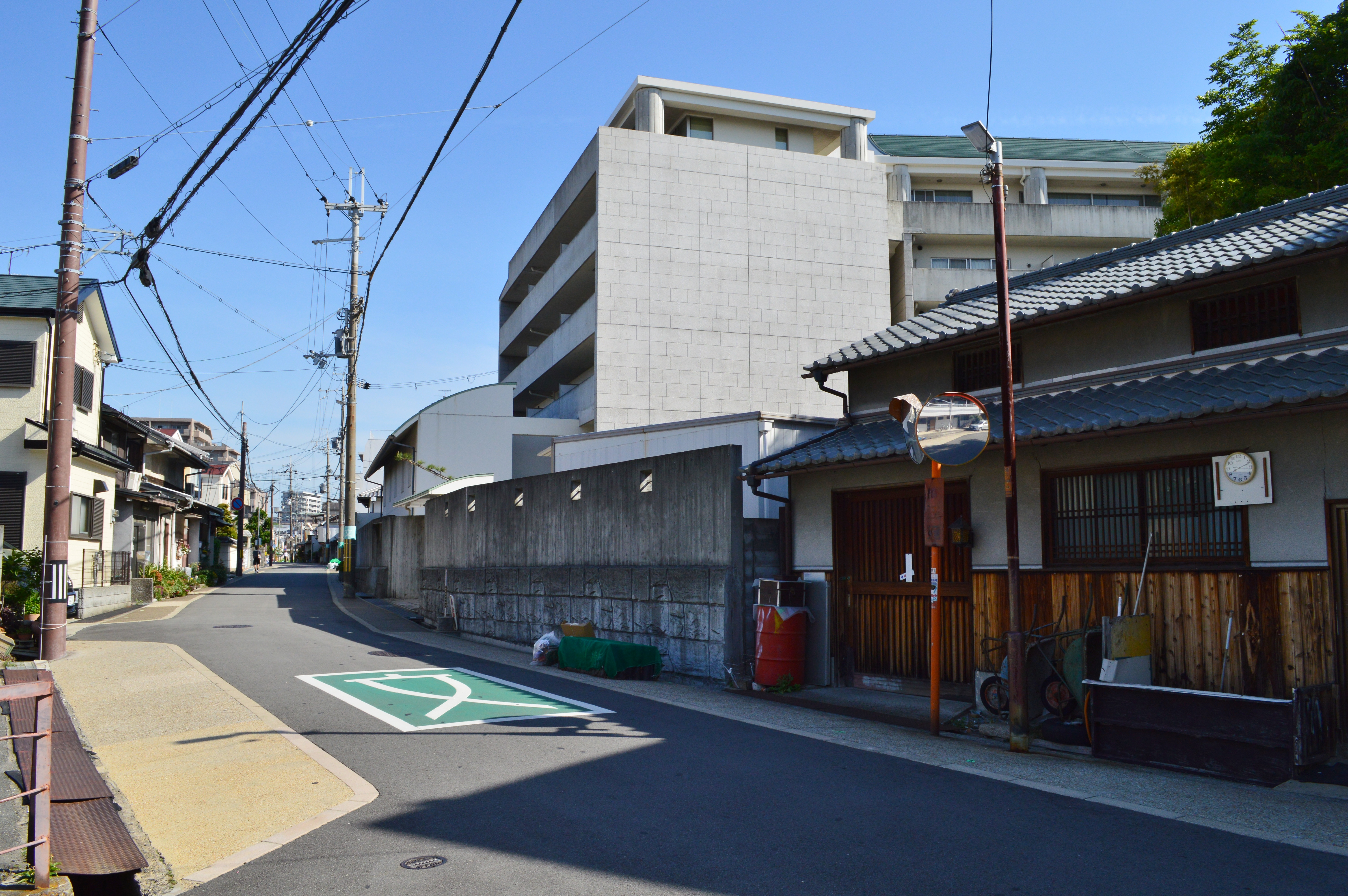
鵯砦跡附近

## 歷代城主
| 就任期間     | 氏族   | 城主     |
| ------------ | ------ | -------- |
| 鎌倉時代末期 | 伊丹氏 | 不明     |
| 不明～1529   | 伊丹氏 | 伊丹元扶 |
| 1529         | 柳本氏 | 柳本賢治 |
| 1530～1531   | 高畠氏 | 高畠長直 |
| 1531         | 伊丹氏 | 伊丹國扶 |
| 1531～1574   | 伊丹氏 | 伊丹親興 |
| 1574～1579   | 荒木氏 | 荒木村重 |
| 1579～1583   | 池田氏 | 池田元助 |

## 外部連結
- 有岡城跡 （页面存档备份，存于）- 伊丹市市公所
- 有岡城跡史跡公園 （页面存档备份，存于） - 兵庫縣官方觀光網站
- 有岡城 （页面存档备份，存于） - 兵庫縣立歴史博物館
- 有岡城（伊丹城）跡 （页面存档备份，存于） - JRおでかけネット